# F. C. Burnand
Francis Burnand (29 de novembro de 1836 a 21 de abril de 1917), frequentemente conhecido como F. C. Burnand, foi um escritor cômico e dramaturgo inglês.